# Chromadorita guidoschneideri
Chromadorita guidoschneideri is een rondwormensoort uit de familie van de Chromadoridae. De wetenschappelijke naam van de soort is voor het eerst geldig gepubliceerd in 1929 door Filipjev.